# Halle (Vestfalija)
Halle (Vestfalija) je grad u njemačkoj pokrajini Sjeverna Rajna-Vestfalija, 15 km zapadno od Bielefelda. Pripada okrugu Gütersloh u regiji Detmold. 

## Geografija

### Lokacija
Halle se nalazi na pješčanoj ravnici rijeke Ems na južnim padinama Teutoburške šume koja prelazi teritorij grada od sjeverozapada prema jugoistoku. Ovaj planinski lanac ograničava istočni dio Münsterlanda i Vestfalski zaljev i čini razvodnicu između rijeka Ems i Weser. Najviše točke su Hengeberg (316 m) i Eggeberg (312 m). Najniža točka, na 70 m, nalazi se na jugozapadnom rubnom dijelu gradske četvrti. Tamo tri potoka, Hessel, Rhedaer Bach i Ruthebach, napuštaju teritorij grada, dok se Ruthebach pridružuje Lodenbachu. Svi potoci imaju svoj izvor u Teutoburškoj šumi i na kraju se pridružuju rijeci Ems. Teritorij Hallea u osnovi karakterizira poljoprivreda, ali ima i znatnu količinu šumskih površina, naime šumu Teutoburg i šumu Tatenhausen, kao i 40 hektara općinske šume.

## Vanjske poveznice
- Službena stranica (njem.)

### Ostali projekti
|  | Zajednički poslužitelj ima još gradiva o temi Halle (Vestfalija) |